# 文京区立第三中学校
文京区立第三中学校（ぶんきょうくりつ だいさんちゅうがっこう）は、東京都文京区にある公立中学校。

## 概要
1947年に創設され、1949年に旧小石川三井邸跡（三井家中興の祖である三井高利の十男家。江戸期は京都の油小路通出水に屋敷が所在したことから出水家とも。）に校舎が完成した。同屋敷は東京大空襲で消失したが、現在も焼け残った門柱と馬小屋が残っている。
かつては少子化と学校選択制の導入で入学者が激減し、1クラスないし2クラスの編成となっていたが、近年では入学者が回復し、2014年には約20年ぶりに全学年3クラスの構成となった。グラウンド面積は文京区立中学の中で最大である。

## 主な出身者
- 糸山英太郎 - 政治家、実業家
- 鮎貝健 - MC、ナレーター
- 御木五月(SATSUKI) - 元ZOOのメンバー
- 秋元宏作 - 元プロ野球選手(捕手)